# هجوم الموصل (2015)
هجوم الموصل (2015) هو هجوم شنته قوات البيشمركة الكردية في 21 كانون الثاني يناير 2015، بهدف قطع طرق إمداد تنظيم الدولة الإسلامية الرئيسية إلى الموصل بالعراق، واستعادة المناطق المجاورة حول الموصل. دعم هذا الجهد من خلال الضربات الجوية للتحالف بقيادة الولايات المتحدة. كان من المتوقع ان يبدأ الجيش العراقي العملية المخطط لها لاستعادة مدينة الموصل الفعلية في ربيع عام 2015، ولكن تم تأجيل الهجوم إلى أكتوبر 2016، بعد سقوط الرمادي في أيدي داعش في مايو 2015.

## خلفية
منذ سقوط مدينة الموصل في أيدي تنظيم الدولة الإسلامية في 10 حزيران / يونيو 2014، كانت الولايات المتحدة والحكومة العراقية تخططان لاستعادة المدينة. في البداية، دعت الخطة الأصلية إلى شن هجوم على الموصل في تموز يوليو أو آب أغسطس 2015، على الرغم من أن بعض المسؤولين الأمريكيين زعموا أن الهجوم في تلك المرحلة سيكون «متأخرًا للغاية». في 25 كانون الأول ديسمبر 2014، بعد مقتل حسن سعيد الجبوري، والي الدولة الإسلامية في الموصل في غارة جوية للتحالف بقيادة الولايات المتحدة في الموصل، تم الكشف عن أن الولايات المتحدة تخطط لاستعادة مدينة الموصل في كانون الثاني يناير 2015. في أواخر كانون الثاني / يناير 2015، بدأت قوات الجيش العراقي بالتحضير للهجوم على الموصل.

## هجومي الأكراد
في 21 كانون الثاني يناير 2015، قام  5000 جندي من البيشمركة الكردية  بتحريرعدة قرى مجاورة للموصل، وسط تكهنات بأن الجيش العراقي كان يستعد لشن هجوم على الموصل. كما قطعت قوات البشمركة طرق إمداد تنظيم الدولة الإسلامية الأساسية بين الموصل وتلعفر وسوريا، واستعادت أكثر من 500 كيلومتر من الأراضي في المنطقة.  ومع ذلك، يقول المسؤولون الأكراد إنهم لا يخططون لتجاوز المناطق الكردية في المقام الأول، وأن استعادة مدينة الموصل نفسها كانت من مسؤولية الجيش العراقي.  قُتل ما يقدر بنحو 200 من مقاتلي تنظيم الدولة الإسلامية. من بين مقاتلي تنظيم الدولة الإسلامية الذين قتلوا كان والي الدولة الإسلامية الجديد لمحافظة نينوى.  كما تمركزت قوات البشمركة على ثلاث جبهات شمال غرب الموصل بالقرب من سد بادوش. أفادت القوات الكردية بإطلاق 20 صاروخ جراد على الموصل، عند تلقي معلومات استخبارية بأن مقاتلي داعش كانوا يتجمعون للقاء بالقرب من حي الزهور بالمدينة. قال النقيب شيفان أحمد إن الصواريخ أصابت أهدافها عند إطلاقها من على بعد حوالي 12 ميلاً شمال الموصل. وزعم تنظيم الدولة الإسلامية أن الصواريخ أصابت المدنيين.
في 22 كانون الثاني يناير 2015، رفعت الولايات المتحدة عدد غاراتها الجوية بالقرب من الموصل إلى رقم قياسي بلغ 16. أصابت الضربات الجوية على تنظيم الدولة الإسلامية وحدتين كبيرتين، ووحدتين تكتيكية، ومبنى وفريق هاون، ودمرت ستة قنوات، وجسرين، وثلاثة مبانٍ، ونظام مدفعية، و11 مركبة، وموقع قتال، وستة مواقع انطلاق، واثنين من الأسلحة الثقيلة لداعش، ومركبة، وأربع مركبات مدرعة. كما دمرت القوات الجوية الملكية الكندية العديد من أهداف تنظيم الدولة الإسلامية حول الموصل لدعم القوات البرية.
في 23 كانون الثاني يناير 2015، استمرت حملة الضربات الجوية الأمريكية المتزايدة، حيث تم تنفيذ 8 غارات جوية في الموصل وبالقرب منها. أصابت الضربات الجوية على تنظيم الدولة الإسلامية ثلاث وحدات تكتيكية ووحدة كبيرة، ودمرت سبع مركبات، وسيارتين، وجرافة، وأربعة مبانٍ، ونظام مدفعية، ونظام أسلحة ثقيل، ومركبتان مدرعتان، وحاوية ومخبأ.
في 27 كانون الثاني يناير 2015، شن تنظيم الدولة الإسلامية في العراق والشام هجومًا مفاجئًا على مدينة كركوك الغنية بالنفط، في محاولة لإبعاد مقاتلي البشمركة الكردية عن الموصل. ومع ذلك، تمكنت قوات البشمركة من صد الهجوم واستعادة بعض الأراضي التي تمت خسارتها في المنطقة، مع تكثيف الولايات المتحدة غاراتها الجوية بالقرب من كركوك إلى 19 في 1 شباط فبراير 2015، ردا على تقدم تنظيم الدولة الإسلامية.
في 4 شباط فبراير 2015، بدأت الأردن بشن غارات جوية على مواقع داعش في العراق، انتقاما لقتل تنظيم الدولة الإسلامية الوحشي للطيار الأردني معاذ الكساسبة. قتلت الغارات الجوية 55 من مقاتلي داعش في الموصل، بمن فيهم قائد كبير في داعش عرف باسم «أمير نينوى».
في 6 شباط فبراير 2015، عملت دورية تابعة لسلاح الجو الملكي البريطاني Tornado GR4 عن كثب مع منصة مراقبة تابعة للتحالف لتوفير الدعم الجوي لقوات البشمركة، الذين كانوا يخوضون قتالًا محتدما مع عناصر تنظيم الدولة الإسلامية بالقرب من الموصل. عندما فتح موقع لقذائف الهاون تابع لتنظيم الدولة الإسلامية النار على البيشمركة، ردت طائرات تورنادو بصاروخ بريمستون، وسجلت إصابة مباشرة.
في 9 شباط فبراير 2015، صرح جون ألين، المنسق الأمريكي للتحالف الدولي ضد تنظيم الدولة الإسلامية، أن الجيش العراقي، سيشن بدعم من غارات التحالف الجوية، هجومًا بريًا «في الأسابيع المقبلة» لاستعادة الأراضي التي خسرها تنظيم الدولة الإسلامية في العراق والشام، بما في ذلك مدينة الموصل. في نفس اليوم، أفادت مصادر التحالف أن البشمركة استعادت مناطق إضافية بالقرب من الموصل.
في 10 شباط فبراير، تم الكشف عن أن قوات البشمركة كانت على بعد 6 إلى 9 أميال فقط من وسط مدينة الموصل، في الضواحي الشمالية الغربية، وأنهم تمكنوا من استعادة منطقة سهول نينوى (وبشكل أكثر تحديدًا، غالبية قضاء تلكيف.) شمال غرب الموصل. لكن الأكراد ذكروا أنهم ينتظرون أوامر أخرى لدخول أطراف مدينة الموصل.

## غارات جوية
في الفترة ما بين 12 شباط فبراير(شباط ) و21 حزيران يونيو()، وقعت ما لا يقل عن 91 غارة جوية للتحالف بالقرب من الموصل، حيث أصابت 23 وحدة تكتيكية لتنظيم الدولة الإسلامية ودمرت 31 موقعًا قتاليًا، و13 مركبة، و12 مدفع رشاش ثقيل، و12 حفارًا، و11 مبنى، وسبع مركبات مدرعة، وتسع مراحل، وخمسة مواقع إطلاق صواريخ وأربع قذائف هاون، وجرافتان، ومصنعان للعبوات الناسفة، ونقطة تفتيش ونظام خندق. وشملت الطلعات الجوية دوريات سلاح الجو الملكي البريطاني Tornado GR4 التي هاجمت دفاعات داعش حول الموصل بقنابل Paveway IV الموجهة بالليزر وصواريخ Brimstone.
قتلت الغارات الجوية وجرحت العشرات من مقاتلي تنظيم الدولة الإسلامية. أسفرت جولة واحدة من ضربات التحالف في 5 أبريل ( نيسان )، عن مقتل ما مجموعه 18 من مقاتلي تنظيم الدولة الإسلامية في غرب الموصل، بينما أفادت التقارير في الفترة من 25 إلى 26 آذار مارس أن الغارات الجوية للتحالف بقيادة الولايات المتحدة قتلت أكثر من 150 من مقاتلي داعش في الموصل.

## استمرار الاشتباكات بين داعش والأكراد والتخطيط والتأخير
في 17 شباط فبراير( شباط )، صرح العقيد العراقي مسعود صالح أن معركة تحرير الموصل ستحتاج على الأرجح 30 ألف جندي، و10 أشهر على الأقل. وذكر أيضًا أن مسؤولًا عراقيًا آخر قدّر وجود ما لا يقل عن 12000 من مقاتلي تنظيم الدولة الإسلامية في المدينة، رافضًا شائعات وجود 30 ألف مقاتل على أنها «دعاية لتنظيم».
في أواخر شباط فبراير 2015، تم الكشف عن أنه سيتم نشر حوالي 25000 من القوات البرية العراقية المدربة جيدًا،  من قبل القوات الأمريكية، لاستعادة مدينة الموصل. بالإضافة إلى ذلك، تم الكشف عن أن الجيش العراقي يجب أن ينضم إلى جهود التحرير بحلول نيسان  أبريل أو أوائل أيار مايو 2015، بقصد تجنب الاضطرار إلى القتال خلال حرارة الصيف في العراق في شهر رمضان. كما أفاد الجنرال الأمريكي لويد أوستن أن أعدادًا صغيرة من القوات الأمريكية يمكن أن تنضم إلى المعركة، إذا لزم الأمر.
في 6 آذار مارس، تم اعلان أن شاكر الحمداني، ثالث والي لتنظيم الدولة الإسلامية في الموصل، قُتل في غارة جوية لقوات التحالف بقيادة الولايات المتحدة.
في أوائل آذار مارس 2015، أفيد أن تركيا كانت تخطط لإرسال قوات برية للمشاركة في تحرير الموصل، على الرغم من أن مسؤولًا تركيًا رفيع المستوى صرح بأن تركيا قد تحد من مساهماتها في الخدمات اللوجستية. في 4 آذار مارس، صرح وزير الدفاع العراقي أن العراق يمكن أن يستعيد الموصل دون مساعدة من القوات البرية الأجنبية.
في 11 آذار / مارس، هدد تنظيم الدولة الإسلامية عبر مكبرات الصوت بقطع رأس أي مدني يحاول مغادرة الموصل. جاء هذا الإعلان بعد يوم واحد من قيام الطائرات الأمريكية بإلقاء منشورات ورقية على المدينة، محذرة من مواجهة عسكرية وشيكة الوقوع، ونصح جميع المدنيين بإخلاء المدينة. أيضًا، في نفس اليوم، نفذ التحالف الذي تقوده الولايات المتحدة خمس غارات جوية في الموصل وحولها، والتي استهدفت وحدة تكتيكية تابعة لتنظيم الدولة الإسلامية، وموقعًا، ودمرت عربة مدرعة.
في 16 مارس (آذار)، قصفت البشمركة معاقل تنظيم الدولة الإسلامية في منطقة الغابات في وسط الموصل من جبل بعشيقة، مما أسفر عن مقتل وإصابة العشرات من مقاتلي التنظيم. بعد ثمانية أيام، اشتبكت قوات البشمركة مع قوات التنظيم في شرق الموصل، مما أسفر عن مقتل 13 من مقاتلي التنظيم.
في 3 مايو (مايس) 2015، ذكرت صحيفة الغارديان أن زعيم تنظيم الدولة الإسلامية أبا بكر البغدادي كان يتعافى من إصابات خطيرة تلقاها من غارة جوية في 18 آذار مارس 2015، في جزء من الموصل. في غضون ذلك، تولى أبو علاء عفري السيطرة على التنظيم كنائب للقائد. وأفيد أيضًا أن إصابة العمود الفقري للبغدادي، والتي تركته عاجزًا، تعني أنه قد لا يتمكن أبدًا من استئناف القيادة المباشرة لتنظيم الدولة الإسلامية.
في 11 حزيران يونيو، أفاد الفريق نجم الجبوري، قائد العملية المخطط لها لاستعادة الموصل، أن القوات العراقية الخاصة كانت تتجمع شمال بغداد وبيجي، استعدادًا للمعركة القادمة. وقيل إنه تم إرسال وحدات من الفرقتين 15 و16 من الجيش العراقي والشرطة الفيدرالية والفرقة الذهبية. كما ذكر اللواء الجبوري أن القوات العراقية المنتشرة كانت مدربة، وستزود بأسلحة متطورة عندما يبدأ الهجوم. وقال أيضا إن العملية ستصاحبها حملة جوية مكثفة للتحالف ضد مواقع لتنظيم الدولة الإسلامية في الموصل.
في 12 حزيران / يونيو 2015، صرح قائد عمليات نينوى العميد نجم الجبوري أن الهجوم المخطط له على الموصل قد بدأ بانتشار القوات العراقية إلى جانب مقاتلي الحشد الشعبي الشيعي في مدينة بيجي على الطريق. إلى الموصل. كما ورد أن طائرات التحالف بقيادة الولايات المتحدة تقصف مواقع داعش في الموصل. ومع ذلك، لوحظ أن الشخص الوحيد الذي يمكنه إعلان بدء المعركة رسميًا هو رئيس الوزراء العراقي حيدر العبادي، وهو ما لم يفعله. بالإضافة إلى ذلك، قبل يومين، أجرت صحيفة ذا ديلي بيست مقابلة مع الجنرال الذي قال إن موعد بدء العملية «قد يكون قريبًا جدًا ولكن لا يمكنني إخبارك متى بالضبط». عند الضغط عليه، قال إن ذلك سيحدث في أقل من عام وأن أكثر من 30 ألف جندي سيشاركون، وهو ما وجد بعض المحللين صعوبة في تصديقه لأن الجيش العراقي لا يزال منهكا ويعاد بناءه بعد هجوم داعش الناجح في حزيران يونيو 2014. ووصفت وكالة الأنباء خطة الجنرال لاستعادة المدينة بأنها «خيالية».
ومن العوامل الأخرى التي ساهمت في تأخير الهجوم، هو استيلاء داعش على الرمادي، عاصمة محافظة الأنبار، في مايو (مايس) 2015. حتى أواخر يونيو / حزيران، قال الفريق نجم الجبوري إن القوات لا تزال تحتشد لشن هجوم على الموصل، بينما يشعر سكان المدينة بخيبة أمل متزايدة بسبب التأخيرات المستمرة للهجوم.
في 15 حزيران يونيو، قتلت الضربات الجوية الأمريكية في الموصل علي عوني الحرزي، وهو ناشط تونسي في التنظيم كان شخصًا مهتمًا بوكالة المخابرات المركزية، وكان يشتبه في صلته بهجوم بنغازي 2012 وقيل أيضًا إنه يعمل بشكل وثيق مع مقاتلي التنظيم في شمال إفريقيا وعبر الشرق الأوسط. وهو شقيق طارق بن الطاهر بن الفالح العوني الحرزي الذي قتل في سوريا في اليوم التالي. في 23 حزيران يونيو، قتل زعلان العفاري، وزير مالية تنظيم الدولة الإسلامية في العراق والشام مع أربعة مسلحين آخرين من التنظيم في فخ مفخخ على الطريق أثناء عودته من بلدة الكيارة إلى الموصل.
في 13 أيلول سبتمبر، قال المبعوث الأمريكي جون ألين إن المعركة التي يقودها التحالف ضد التنظيم هي معركة طويلة الأمد، ولكن سيتم الاستيلاء على الموصل «في غضون أشهر». كما أعلنت القوات العراقية أنها دربت الآن 20 ألف جندي لاستعادة الموصل.
في 14 أيلول سبتمبر (أيلول)، قتل تنظيم الدولة الإسلامية في العراق والشام 15 من مقاتليه المعوقين وطريحي الفراش. فقد المقاتلون أطرافهم من الخصر إلى أسفل أثناء قتالهم للقوات العراقية وقوات البشمركة وقيل إن داعش قتلهم بسبب «عدم القدرة» على توفير الرعاية اللازمة لهم.
في 21 أيلول]] سبتمبر (أيلول)، وصل 90 جنديًا أمريكيًا إلى القاعدة في مخمور، جنوب غرب العاصمة الكردية العراقية أربيل، لتدريب وإرشاد ومساعدة البعثات استعدادًا للحملة على الموصل. علاوة على ذلك، تم التكهن بأنهم قد يلعبون دورًا نشطًا في الهجوم نفسه.
في 17 كانون الأول ديسمبر 2015، شن تنظيم الدولة الإسلامية هجومًا كبيرًا على المواقع الكردية ولكن تم صدها من قبل البشمركة وشمل الاتصال بين القوات الخاصة الكندية على الأرض والتنظيم.
في 21 كانون الثاني (يناير) 2016، حتى بعد الضربات الجوية للتحالف وخسائر ساحة المعركة من الهجمات السابقة، كان من المقدر أن التنظيم لا يزال لديه ما يصل إلى 10000 مقاتل يدافعون عن الموصل، الأمر الذي يتطلب 24000 جندي عراقي مدربين تدريباً عالياً لطردهم من المدينة. في 23 كانون الثاني يناير 2016، أفادت التقارير بمقتل أكثر من 400 مقاتل من داعش في اشتباكات مع البيشمركة والقوات المحلية الأخرى، خلال الأيام القليلة الماضية.
في 4 شباط فبراير، أفادت التقارير أن 700000 مدني لا يزالون يعيشون تحت سيطرة التنظيم في الموصل.

## روابط خارجية
- تحديثات الغارة الجوية لعملية «الحل المتأصل»